# オオキンケイギク
オオキンケイギク（大金鶏菊、学名：Coreopsis lanceolata）は、キク科の植物の一種で、黄色い花を咲かせる。北アメリカ原産の宿根草で、日本ではドライフラワーに利用されていたが、外来種として野外に定着して問題となり、現在は栽培が禁止されている。中国名は、劍葉金雞菊。

## 分布
北アメリカを原産地とする。
日本、台湾、オーストラリア、ニュージーランド、サウジアラビア、南アメリカなどに移入分布する。

## 特徴
多年生の草本。キバナコスモスによく似ているが、葉の形が異なる（本種は狭倒披針形であるが、キバナコスモスは羽状深裂に似た形）。また、キバナコスモスのほうが花の色が濃い。葉の両面に粗い毛が生えていると多くの文献に記述されているが、毛の生えていないケナシオオキンケイギクという種もある。
茎は束生して高さは30 - 70センチメートル（cm）になる。根生葉は長い柄がつき、3または5枚の小葉に分裂している。茎につく葉は、主に茎の下部に集まり、上方のものは分裂せずに、両面とも粗毛がある。
花期は初夏（5 - 7月頃）で、頭状花（頭花）、虫媒花。頭花の径は5 - 7 cm、総苞片は8 - 10個が1列に並び、質は厚く、総苞内片はやや大きい。黄橙色の舌状花の先は大小不同に4 - 5裂する。筒状花も同色で、花床には長さ5 - 8ミリメートル（mm）の細長い鱗片がある。果実は痩果をつけ、黒色の扁平で光沢はなく、縁は半透明の翼に取り巻かれる。
道端や河原、土手などに生育する。種子生産量は1平方メートルあたり3000-5000粒といわれている。
近縁のキンケイギク（Coreopsis basalis）も野生化しているが、全体がやや小さく、小葉がもっと円くて、筒状花は紫褐色になるので区別しやすい。

## 外来種問題
日本には1880年代の明治中期に鑑賞目的で導入され、庭などに栽培された。繁殖力が強く、荒地でも生育できるため、緑化などに利用されてきた。河川敷や道端の一面を美しい黄色の花々で彩る本種は、緑化植物としても観賞植物としても非常に好まれた。しかし、第二次世界大戦後に野生化したものが多くなり、カワラナデシコなどの在来種に悪影響を与える恐れが指摘され、2006年に外来生物法に基づき特定外来生物として栽培・譲渡・販売・輸出入などが原則禁止された。また、日本生態学会により日本の侵略的外来種ワースト100に選定された。本州の中央部では、海岸や河川敷にしばしば大群落が見られる。河原植生への本種の侵入がよく注目されるが、低木林や高木林など自然度の高い環境にも侵入・定着が可能だといわれており、河川植生の遷移が進行し森林化しても本種は残存し続けるものと考えられる。
特定外来生物の指定を受けてからは駆除が行われている例もある。本種に限ったことではないが、緑化などの目的で野外に外来種を植えることは自然環境保全上あまり好ましいことではない。

## 除去方法
オオキンケイギクは種子ができる前に花を刈り取るか、根元から引き抜く。再生を防ぐには、周辺の地下茎や根も取り除くことが効果的である。特定外来生物であるため、生きた状態で移動させることは原則禁じられている。種子が付いている場合は、ビニール袋に入れるなどして拡散しないよう管理し、枯殺・焼却処分する。